# Nattens skuggor sakta viker
Nattens skuggor sakta viker är en psalm skriven av Nils Frykman år 1889 och handlar om Kristi återkomst. Var och en av de tre stroferna innehåller utropet: "Herren kommer, Herren kommer!" Psalmen präglas av glädje och förväntan. Den sista strofen (i original "Dyre Jesu, håll mig redo") har ofta använts som gemensam slutsång i väckelsekretsar. 
Melodin (F-dur, 6/8) är av James McGranahan från 1881.

## Publicerad i
- Svensk söndagsskolsångbok 1908 som nr 334 under rubriken "Kristi tillkommelse".
- Svenska Missionsförbundets sångbok 1920 som nr 734 under rubriken "Kristi återkomst".
- Svensk söndagsskolsångbok 1929 som nr 290 under rubriken "Kristi tillkommelse".
- Frälsningsarméns sångbok 1929 som nr 477  under rubriken "De yttersta tingen och himmelen".
- Musik till Frälsningsarméns sångbok 1930 som nr 477.
- Segertoner 1930 som nr 341.
- Sionstoner 1935 som nr 690 under rubriken "Kristi återkomst".
- Guds lov 1935 som nr 412 under rubriken "Morgon och afton".
- Sions Sånger 1951 som nr 136.
- Segertoner 1960 som nr 341 under rubriken "Jesu Återkomst".
- Frälsningsarméns sångbok 1968 som nr 552 under rubriken "Evighetshoppet"
- Sions Sånger 1981 nummer 34 under rubriken "Herrens andra ankomst".
- Den svenska psalmboken 1986 som nr 318 under rubriken "Kristi återkomst".
- Lova Herren 1988 som nr 731 under rubriken "Kristi återkomst, domen och det eviga livet".